# Megalonaias boykiniana
Megalonaias boykiniana är en musselart som först beskrevs av Lea 1840.  Megalonaias boykiniana ingår i släktet Megalonaias och familjen målarmusslor. Inga underarter finns listade i Catalogue of Life.